# 南少林三十六房
《南少林三十六房》，2006年在中国大陆播出的古装剧，导演袁祥仁，主演吴京、袁咏仪、张铁林、李楠、淳于珊珊。

## 剧情
清朝雍正帝暴毙，新登基的乾隆帝随后展开追查，后来查得吕四娘可能是真凶，于是追杀吕四娘，后吕四娘结识了方世玉，两人萌生了爱情。

## 演出
| 演员     | 角色   | 备注 |
| 吳京     | 方世玉 |      |
| 袁咏仪   | 吕四娘 |      |
| 张铁林   | 雍正帝 |      |
| 李楠     | 乾隆帝 |      |
| 袁祥仁   | 曹太虚 |      |
| 高发铭   | 伊尔根 |      |
| 淳于珊珊 | 云明   |      |

## 花絮
李楠曾出演《红楼梦》中“贾宝玉”的书童“茗烟”。